# Traktat w Tartu (sowiecko-estoński)

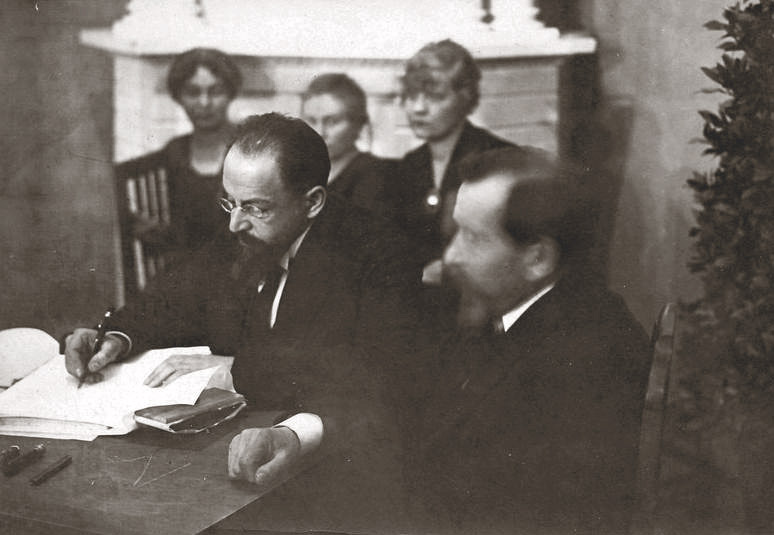
Adolf Joffe podpisujący traktat

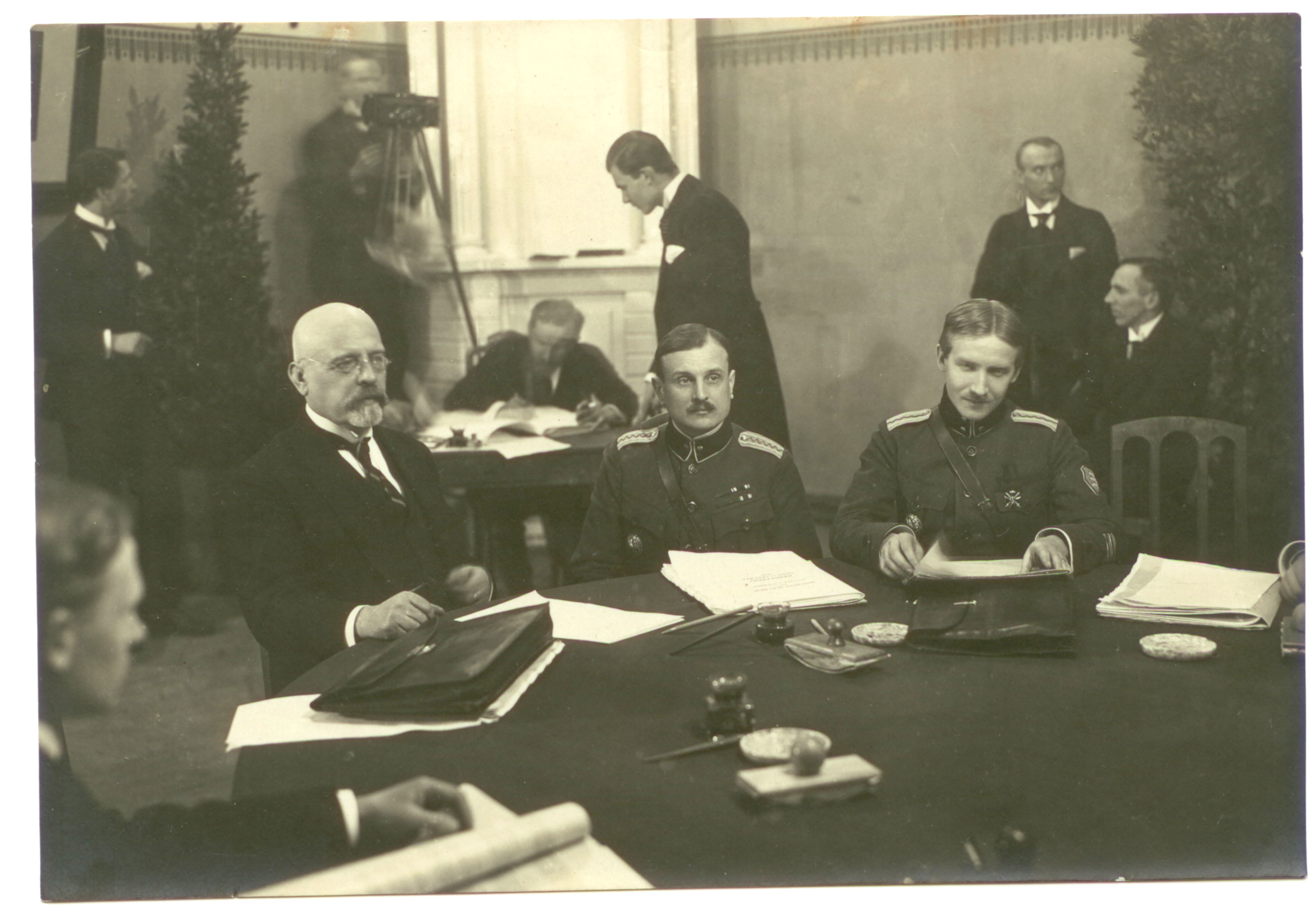
Delegacja Estonii przy zawarciu traktatu – od lewej Jaan Poska, Jaan Soots i płk Victor Mutt

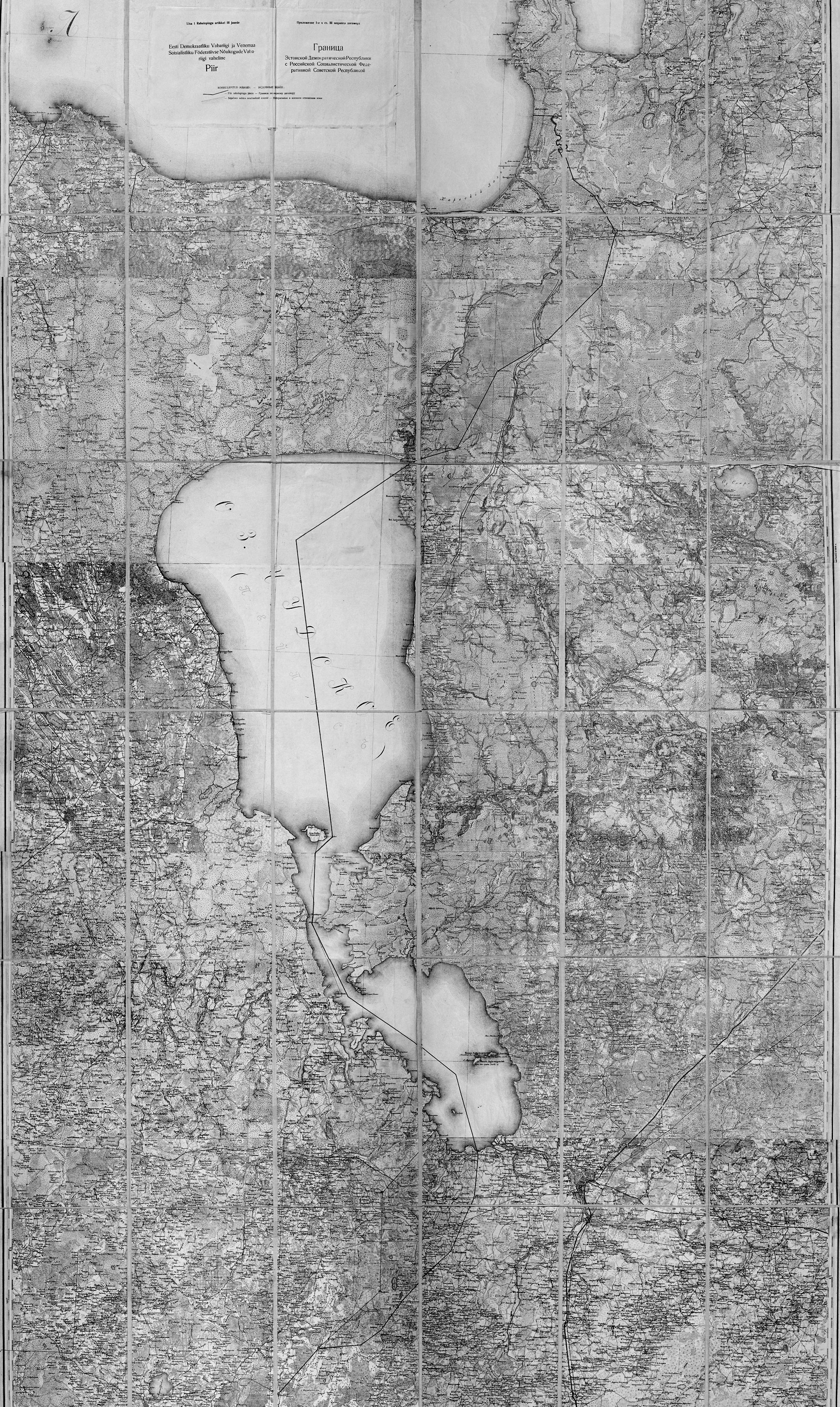
Granica między Rosją Sowiecką a Estonią ustalona w traktacie

Traktat w Tartu – traktat pokojowy zawarty 2 lutego 1920 r. w Tartu między Estonią a Rosyjską Federacyjną Socjalistyczną Republiką Radziecką, który zakończył wojnę estońsko-bolszewicką. Na mocy traktatu Rosja Sowiecka potwierdziła uznanie niepodległości Estonii, będącej do 1917 częścią Imperium Rosyjskiego i uznała swojego sąsiada po wieczne czasy.
W wyniku podpisania traktatu Rosja straciła na rzecz Estonii 41 tysięcy km² terytorium. Traktat określał granicę sowiecko-estońską, stanowił również o zwrocie Estonii dzieł sztuki zrabowanych i wywiezionych do Rosji. W traktacie przewidziano możliwość powrotu do kraju Estończyków, którzy znaleźli się w Rosji Sowieckiej oraz zapłacie Estonii 15 milionów złotych rubli z tytułu udziału w życiu gospodarczym Rosji przedrewolucyjnej.
Głównymi sygnatariuszami traktatu byli Jaan Poska, reprezentujący Estonię, oraz Adolf Joffe jako przedstawiciel Rosji Radzieckiej.
Traktat zarejestrowano w Sekretariacie Ligi Narodów 12 lipca 1922 r. pod nr. 289.
Traktat został potwierdzony przez pakt o nieagresji zawarty 4 maja 1932 r., precyzujący postanowienia protokołu Litwinowa z 1929 r. Pakt z 1932 r. przedłużono w 1934 r. Suwerenność Estonii gwarantował też „układ o wzajemnej pomocy” z 28 września 1939 r. W 1940 układy te zostały złamane przez okupację Estonii.
Do traktatu nawiązuje preambuła współczesnej konstytucji Estonii, a współczesne władze estońskie uznają go za nadal obowiązujący. Włączenie wzmianki o nim do treści artykułów wstępnych estońskiej ustawy zasadniczej wywołało protesty polityków rosyjskich, bowiem dla Estończyków stanowi potwierdzenie tezy o nielegalności okupacji Estonii w latach 1940–1990, podczas gdy dla wielu Rosjan włączenie Estonii w obręb ZSRR odbyło się na drodze legalnej.
Spór o obowiązywanie bądź nie traktatu pokojowego z 1920 r. ma jednak wymiar nie tylko symboliczny, ale i praktyczny, bowiem granica estońsko-rosyjska ustalona po powtórnym zajęciu Estonii przez Armię Czerwoną w 1944 r., a potwierdzona w traktatach sankcjonujących rozpad ZSRR w 1991 r., odbiega od linii ustalonej w 1920 r. W szczególności zostawia po stronie rosyjskiej wschodni brzeg Narwy i okręg Pieczory. W konsekwencji władze estońskie uznają obecną linię graniczną za „linię administracyjną” i „granicę tymczasową”, a nie za usankcjonowaną przez obie strony granicę państwową. Jednocześnie władze współczesnej Rosji uznają problem wspólnej granicy za już ustalony i nie zgadzają się na jakiekolwiek pertraktacje w tej sprawie.
14 października 1920 r. w tym samym mieście podpisano również traktat regulujący stosunki między Rosją Sowiecką a Finlandią, dokument ten również znany jest pod nazwą traktatu z Tartu.